# Lophogobius
Lophogobius és un gènere de peixos de la família dels gòbids i de l'ordre dels perciformes.

## Morfologia
- Cos robust i una mica comprimit.
- La boca és obliqua i arriba fins a sota de la pupil·la.
- Tenen una cresta a la nuca que s'estén des de l'aleta dorsal fins a entremig dels ulls.
- Les aletes pèlviques es troben fusionades en un disc.
- Aleta caudal arrodonida i, gairebé, de la mateixa longitud que el cap.
- Escates grosses.

## Taxonomia
- Lophogobius androsensis (Breder, 1932)[2]
- Lophogobius bleekeri (Popta, 1921)[3]
- Lophogobius cristulatus (Ginsburg, 1939)[4]
- Lophogobius cyprinoides (Pallas, 1770)[5][6][7][8][9][10][11]